# Synagoga w Kędzierzynie-Koźlu
Synagoga w Kędzierzynie-Koźlu – nieistniejąca synagoga, która znajdowała się w Koźlu, późniejszym Kędzierzynie-Koźlu, przy ulicy 24 Kwietnia (dawniej plac Raciborski, niem. Ratiborer Platz, później Reinschdorferstraße).

## Historia
Pierwsza wzmianka na temat obecności Żydów w Koźlu pochodzi z roku 1373. W czerwcu 1796 przywódcy ówczesnej wspólnoty: Meyer Walentin Friedländer, Izaak Itzinger i Simon Jakub Kauffmann zakupili od spadkobierców Barucha Steinfeidschena budynek, będący pierwszym w Koźlu domem modlitwy gminy żydowskiej. Później w XIX wieku na skutek powiększenia się wspólnoty żydowskiej na obszarze dzisiejszego Koźla i jej oficjalnego powołania 20 sierpnia 1820 zaistniała potrzeba znalezienia obszerniejszego miejsca na synagogę.
Następnie 21 marca 1825 zakupiono od aptekarza Schliwy dwupiętrowy budynek przy ulicy Sienkiewicza (dawnej ul. Słodowej 28, niem. Malzestraße 28), gdzie na parterze urządzono dawną synagogę, a Hirsch Löbel Silberfeld przewodniczył sprawowanym w niej modlitwom. Dalszy szybki wzrost ludności żydowskiej w Koźlu sprawił, że dawna synagoga zaczęła być za mała na pomieszczenie w niej wszystkich modlących się, dlatego we wrześniu 1877 podjęto decyzję o budowie nowej, większej synagogi. Pierwotnie brano pod uwagę plac wewnątrz bastionu odrzańskiego, nieopodal pomnika gen. Dawida Neumanna, ale potem zmieniono lokalizację. Prace przygotowawcze rozpoczęto 19 maja 1882, a pozwolenie na budowę kozielska gmina żydowska otrzymała w marcu 1883. 5 lipca 1883 położono kamień węgielny, a wykonanie prac murarskich zlecono mistrzowi murarskiemu Schwartzerowi. Synagoga została zbudowana w latach 1877–1886, dzięki hojnym ofiarom m.in. członka wspólnoty Fedora Ringa, członka magistratu i założyciela Fundacji dobroczynnej. Koszt budowy synagogi wraz z sąsiednim domem dla rabina oszacowano na 52 000 złotych marek. Na działce obok synagogi, po lewej jej stronie znajdował się kahał (dom rabina) (budynek w którym obecnie mieści się dyrekcja samodzielnego publicznego zakładu opieki zdrowotnej), a po prawej jej stronie niewielki cmentarz, który z czasem został zlikwidowany. 
Jej uroczyste otwarcie nastąpiło 10 września 1886, w którym uczestniczyli: m.in. starosta kozielski, rabin z Bytomia dr Ferdinand Rosenthal oraz rabin kozielski Arnold Krolik. Augustin Weltzel tak opisał tę uroczystość:

Ze starej synagogi, gdzie urzędnik kulturalny, nauczyciel Krolik, pożegnał się w ciepłych słowach, pochód ruszył przez Rynek i dalej ulicą Raciborską w kierunku nowego gmachu. Na czele kroczyła młodzież szkolna, za nimi urzędnicy kulturalni ze zwojami Tory i zespół muzyczny, do którego dołączyli członkowie gminy i goście honorowi. Uroczystości uświetnił występ chóru z Gliwic. Drzwi zostały otwarte przez starostę powiatowego, a bytomski rabin dr Ferdinand Rosenthal wygłosił przemowę, która została także wydrukowana. Poczęstunek został przygotowany na godzinę piątą w Domu Niemieckim. Okrągłe kopuły synagogi sprawiają, że z zewnątrz prezentuje się ona wspaniale. Równie imponująco przedstawia się jej wnętrze, zwłaszcza wieczorną porą, gdy włączone jest jasne oświetlenie gazowe.

Nabożeństwa w niej odbywały się zasadniczo w piątek o godzinie 16:00 oraz w sobotę o 9:30. Podczas nocy kryształowej, 9 listopada 1938 roku bojówki Sturmabteilung zniszczyły synagogę, rzucając do jej wnętrza granaty, które spowodowały pożar. Następnie ją rozebrano. Po zakończeniu II wojny światowej na miejscu synagogi wzniesiono u schyłku lat 60. XX wieku przychodnię zdrowia.
12 listopada 2019 dzięki staraniom Stowarzyszenia Blechhammer–1944 i młodzieży ze szkolnego koła Amnesty International z miejscowego I Liceum Ogólnokształcącego została odsłonięta w pobliżu, gdzie stała synagoga czterojęzyczna, tymczasowa tablica pamiątkowa, informująca o tragedii kozielskich Żydów oraz synagogi.

## Architektura
Murowany budynek synagogi wzniesiono na planie prostokąta w stylu neoromańskim. Uchodziła za jeden z najbardziej charakterystycznych i oryginalnych budynków w mieście. Jej najbardziej charakterystycznym elementem była wielka, miedziana kopuła (zakończona złotą Gwiazdą Dawida), znajdująca się na ośmiobocznej wieży, w której na każdej ściance znajdowały się stylizowane, półokrągłe zakończone okna. Wchodząc do synagogi przez główne drzwi, przechodziło się przez trójkątny portal, zwieńczony tablicami Dekalogu, z umieszczonym pozłacanym, hebr. napisem: זֶה־הַשַּׁעַר לַיהוָה (pol. Oto jest brama Pana) (Ps 118, 20), tworzącym chronogram.